# Gerolamo Bortotti
Gerolamo Bortotti (Belluno, circa 1857 – Venezia, 1925) è stato uno scultore italiano.

## Biografia
Grazie a una borsa di studio triennale ricevuta dalla città natale, Bortotti poté frequentare l'Accademia di Belle Arti di Venezia. Era noto come intagliatore del legno, un'abilità che aveva appreso nella sua città natale, ove si erano formati anche Andrea Brustolon e il contemporaneo e rivale di Bortotti, Valentino Panciera Besarel.
Bortotti era ricercato per le sue cornici intagliate, i suoi cofanetti e altri lavori in legno. Alcune delle sue cornici vennero esposte e premiate in diverse esposizioni. Per molti anni Bortotti si dedicò principalmente alla scultura e all'Esposizione di Belle Arti di Milano del 1881 espose: Il ratto delle spose veneziane. Realizzò anche sculture in ceramica tra cui: La modestia e Un pescatore di Chioggia.
Lavorò principalmente a Venezia. Tra i suoi lavori di ritrattistica si segnalano un busto commemorativo in ricordo di re Umberto I posto a Venezia nel Fondaco dei Tedeschi l'11 novembre 1901, il busto di Giuseppe Verdi ai Giardini Napoleonici, il ritratto di Jacopo Castelli esposto a Bocca di Piazza e il busto di Papa Pio X, del 1907, posto sul pianerottolo dello scalone d'onore della Scuola di San Rocco. Suo è anche il leone araldico alato posto sopra alla porta principale del Fondego dei Tedeschi e scoperto il 2 settembre 1884. Per la famiglia De Giorgi scolpì nel 1917 il monumento funebre che orna la tomba di famiglia presso il cimitero di San Michele a Venezia; nello stesso cimitero sua la lapide monumentale scolpita ad alto rilievo per la famiglia Vincenzo Acerbi (1908).